# Joan Esteva
Joan Esteva Pomares (Barcelona, 28 de abril de 1973) es un entrenador de fútbol español.

## Trayectoria
Como jugador, Esteva jugó para los equipos juveniles de PB Anguera, CE Europa y RCD Espanyol, antes de pasar dos temporadas con el Centre d'Esports L'Hospitalet de Tercera División de España. También jugaría en el Cerdanyola Mataró y UE Sant Andreu.
En la temporada 2005-06 Esteva se convirtió en jugador-entrenador del CF Alella, antes de ocupar un puesto similar en Sant Cugat durante las temporadas 2006-08. 
Tras colgar definitivamente las botas en 2008 firmó como entrenador del Club de Fútbol Sporting Mahonés, en el que estuvo durante 3 temporadas.
En 2012, firma como entrenador de la CE Constància de la Tercera División de España, al que dirigió durante dos temporadas.
En julio de 2014, firma como entrenador del CD Castellón de la Tercera División de España y en octubre de 2014 sería destituido tras encadenar cuatro jornadas sin ganar. El técnico abandona el banquillo dirigir al conjunto "orellut" en diez partidos de Liga con un balance de tres victorias, cuatro empates y tres derrotas.
En junio de 2015, firma por el CD Ferrerías de la Territorial Balear. Pero tras una corta estancia en las Islas Baleares, el 28 de octubre de 2015, firmaría por la UE Sant Andreu de la Tercera División de España, para dirigirlo durante el resto de la temporada 2015-16, en sustitución de Manuel Márquez Roca.
El 8 de noviembre de 2016, firma por el CE Europa de Tercera División de España, al que dirigiría hasta junio de 2018.
En la temporada 2018-19, firma por el UE Figueres de la Tercera División de España, pero en febrero de 2019 sería destituido del cargo.
El 22 de agosto de 2019, se convierte en entrenador del Resources Capital FC de la Primera División de Hong Kong, la segunda categoría del fútbol de Hong Kong. En su primera temporada en el Resources Capital FC, lograría el ascenso a la Hong Kong Premier League.
El 19 de septiembre de 2022, firma por el United City FC de la Philippines Football League. 
El 4 de noviembre de 2022, se hace oficial su regreso al Resources Capital FC de la Primera División de Hong Kong, al que dirigió hasta  finales de mayo de 2023, cuando finalizó su contrato con el conjunto asiático.

## Clubes

### Como entrenador
| Club                            | País      | Año       |
| ------------------------------- | --------- | --------- |
| Club de Fútbol Sporting Mahonés | España    | 2008-2011 |
| CE Constància                   | España    | 2012-2014 |
| CD Castellón                    | España    | 2014      |
| CD Ferrerías                    | España    | 2015      |
| UE Sant Andreu                  | España    | 2015-2016 |
| CE Europa                       | España    | 2016-2018 |
| UE Figueres                     | España    | 2018-2019 |
| Resources Capital FC            | Hong Kong | 2019-2022 |
| United City FC                  | Filipinas | 2022      |
| Resources Capital FC            | Hong Kong | 2022      |